# فلستد
فلستد (به انگلیسی: Felsted) یک روستا و محله مدنی در بریتانیا است که در آتلزفورد واقع شده‌است. فلستد ۳٬۰۵۱ نفر جمعیت دارد.